# Alterius non sit qui suus esse potest

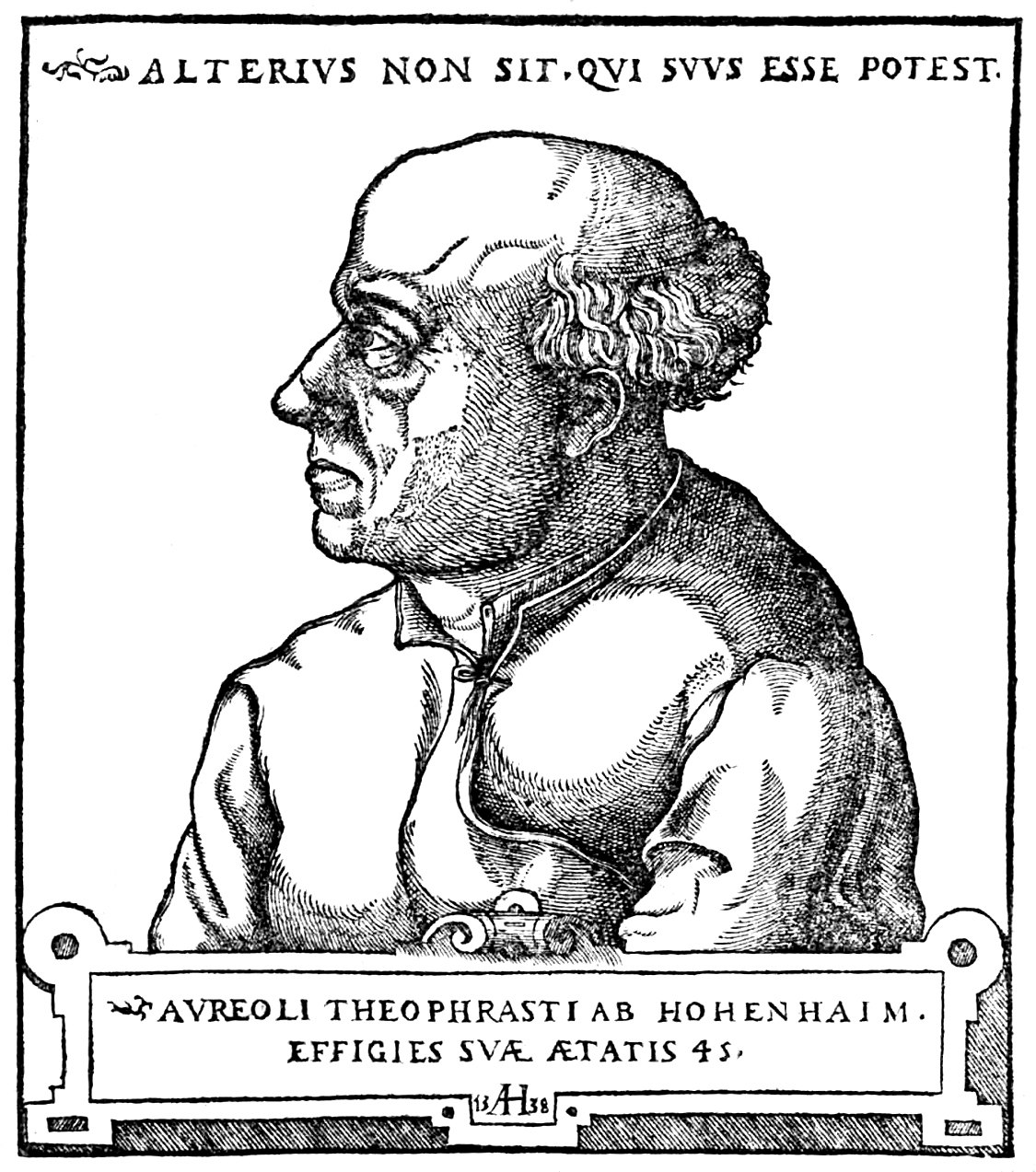
Ritratto di Paracelso attribuito ad Augustin Hirschvogel (1538), su cui in alto è riportata la locuzione

Alterius non sit qui suus esse potest è una locuzione latina, tratta dalla favola esopiana De ranis (Delle ranocchie, serpente e legno) il cui autore è un anonimo medievale che si potrebbe identificare con Gualtiero Anglico; ha il significato di: Non appartenga ad altri colui che può appartenere a se stesso, nel senso che alla propria indipendenza non si deve mai rinunciare. Fu motto personale di Paracelso che lo fece apporre, anche in tedesco, sui suoi ritratti.
Cicerone nel De re publica (libro III, 28) afferma similmente che «est enim genus iniustae servitutis, cum hi sunt alterius, qui sui possunt esse» (è ingiusto che cadano in servitù soggetti che per qualità ed attitudini dovrebbero invece essere liberi), intendendo con ciò che solo in tale raro caso la schiavitù poteva essere considerata ingiusta.